# Brzuze (gromada)
Brzuze – dawna gromada, czyli najmniejsza jednostka podziału terytorialnego Polskiej Rzeczypospolitej Ludowej w latach 1954–1972.
Gromady, z gromadzkimi radami narodowymi (GRN) jako organami władzy najniższego stopnia na wsi, funkcjonowały od reformy reorganizującej administrację wiejską przeprowadzonej jesienią 1954 do momentu ich zniesienia z dniem 1 stycznia 1973, tym samym wypierając organizację gminną w latach 1954–1972.
Gromadę Brzuze z siedzibą GRN w Brzuzem utworzono 1 stycznia 1972 w powiecie rypińskim w woj. bydgoskim z obszarów zniesionych gromad Ostrowite i Ugoszcz oraz z obszarów sołectw Kleszczyn, Radzynek, Somsiory i Żałe ze zniesionej gromady Żałe w tymże powiecie.
Gromada przetrwała do końca 1972 roku (dokładnie jeden rok), czyli do kolejnej reformy gminnej. 1 stycznia 1973 w powiecie rypińskim utworzono gminę Brzuze.